# VW Polo
Der VW Polo ist ein seit Frühjahr 1975 gebauter Kleinwagen des Wolfsburger Automobilherstellers Volkswagen. Das Fahrzeugmodell, dessen Name sich von der Sportart Polo ableitet, war zunächst die Sparversion des etwas besser ausgestatteten Audi 50, dessen Produktion Mitte 1978 eingestellt wurde. Der Polo IV erreichte die Abmessungen des Golf II.
Unter den Bezeichnungen Polo Classic bzw. Polo Variant vertrieb Volkswagen einen Seat Cordoba bzw. Seat Cordoba Vario mit geänderter Front- und Heckpartie. Volkswagen Südafrika verkaufte den Seat Ibiza von 1996 bis 2002 unter dem Namen „VW Polo Playa“.
Aktuelles Modell ist der Polo VI.
Die Produktion des Polo für den europäischen Markt erfolgte vom 20. März 1984 bis zum 2. Juli 2024 mit insgesamt ca. 8,4 Millionen Fahrzeugen in Pamplona, Spanien. Seither werden die Fahrzeuge für den europäischen Markt in Kariega (Südafrika) gefertigt. Ferner wird der Polo in Brasilien und in China hergestellt.

## Die Baureihen im Überblick

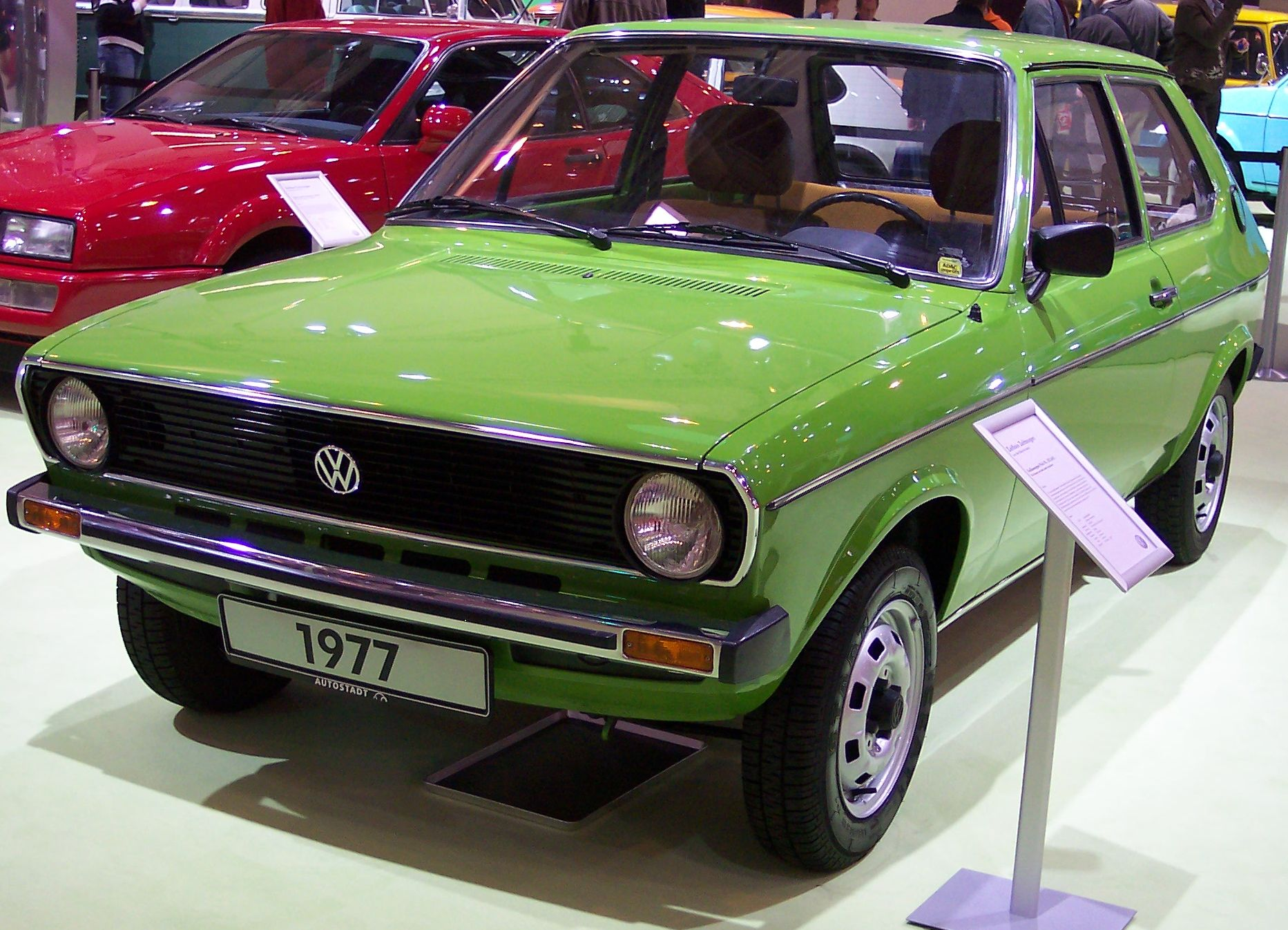
Polo I (Typ 86) 1975 bis 1979
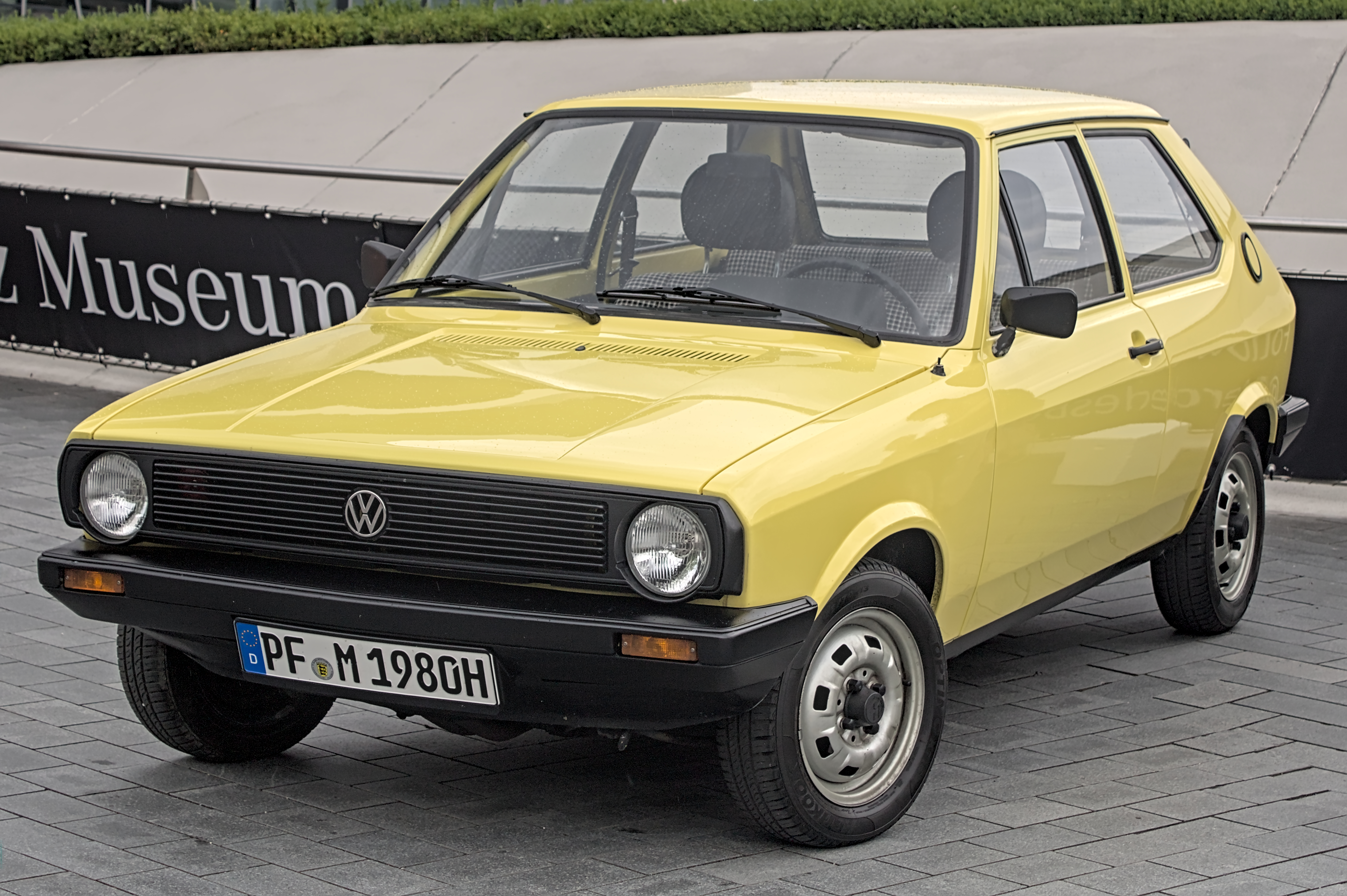
Polo I (Typ 86) 1979 bis 1981
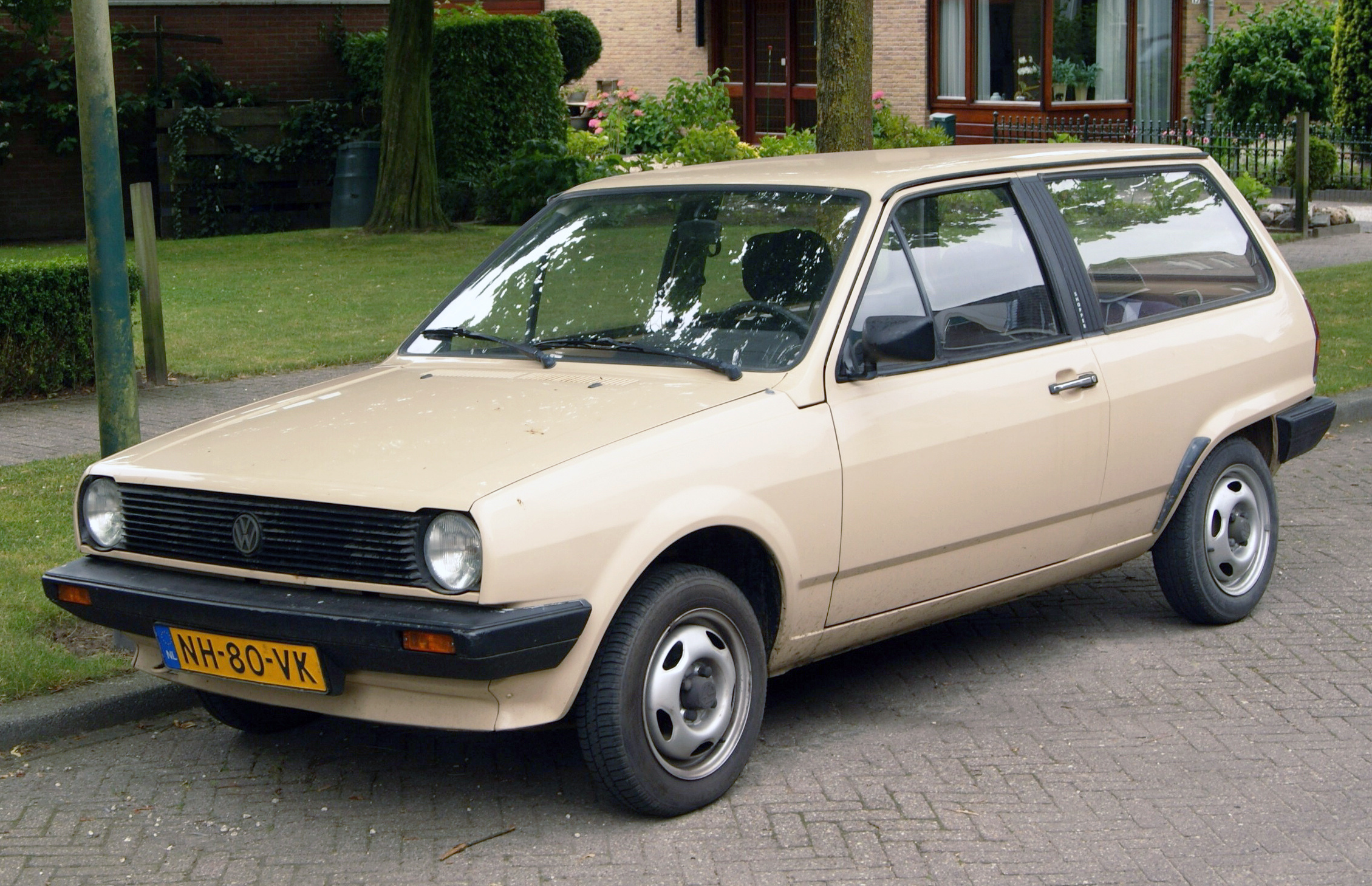
Polo II (Typ 86C) 1981 bis 1990
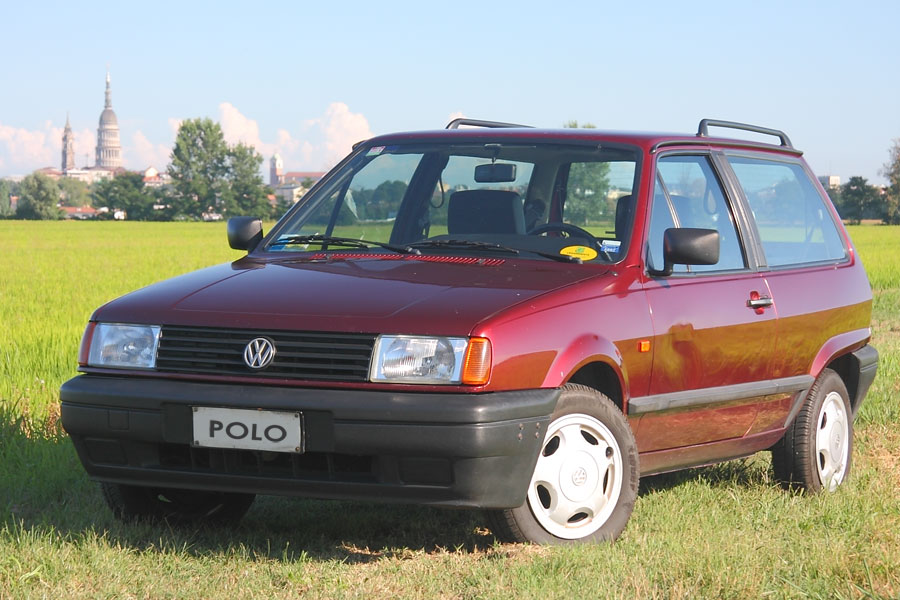
Polo II (Typ 86C 2F) 1990 bis 1994
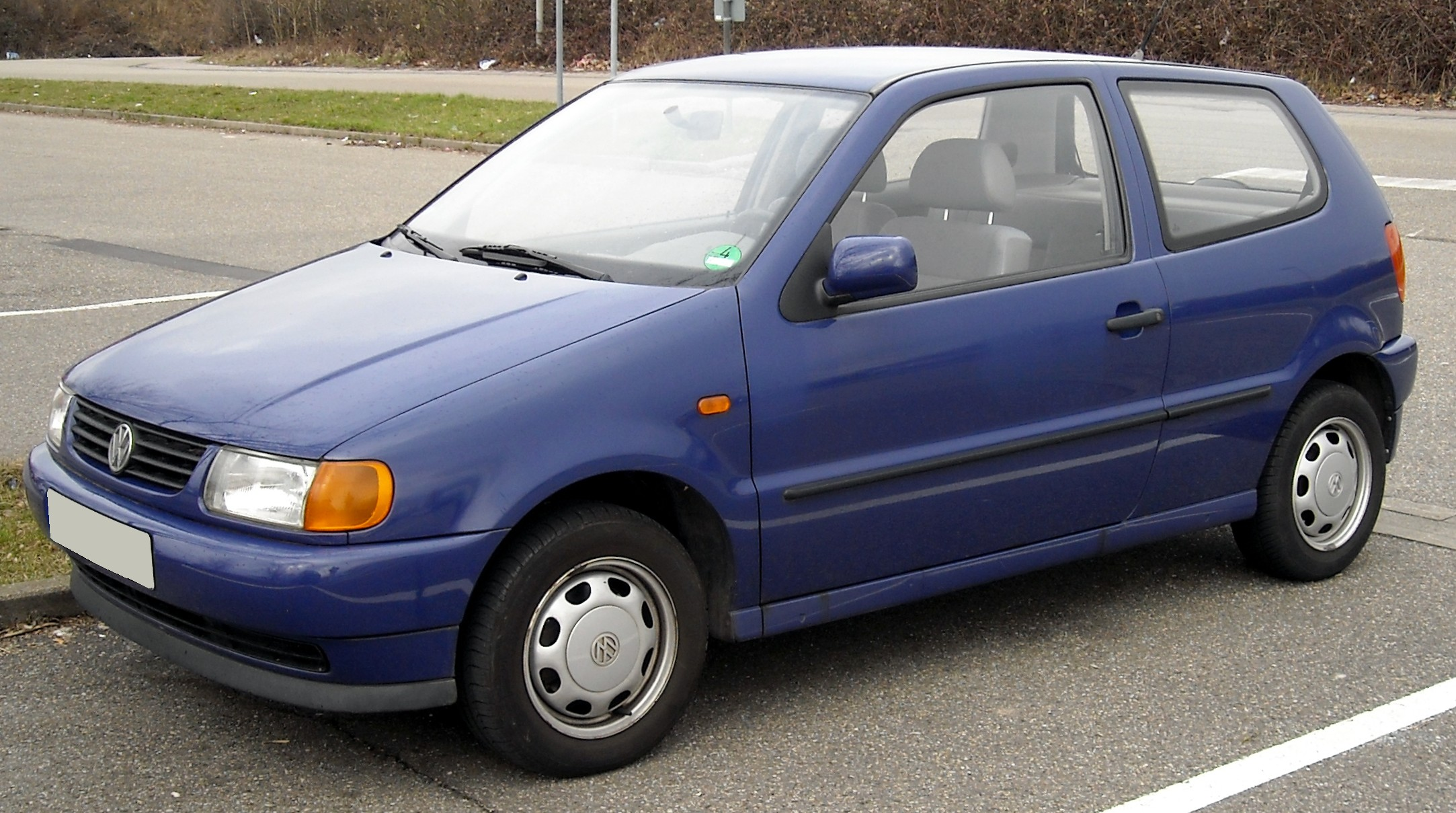
Polo III (Typ 6N) 1994 bis 1999
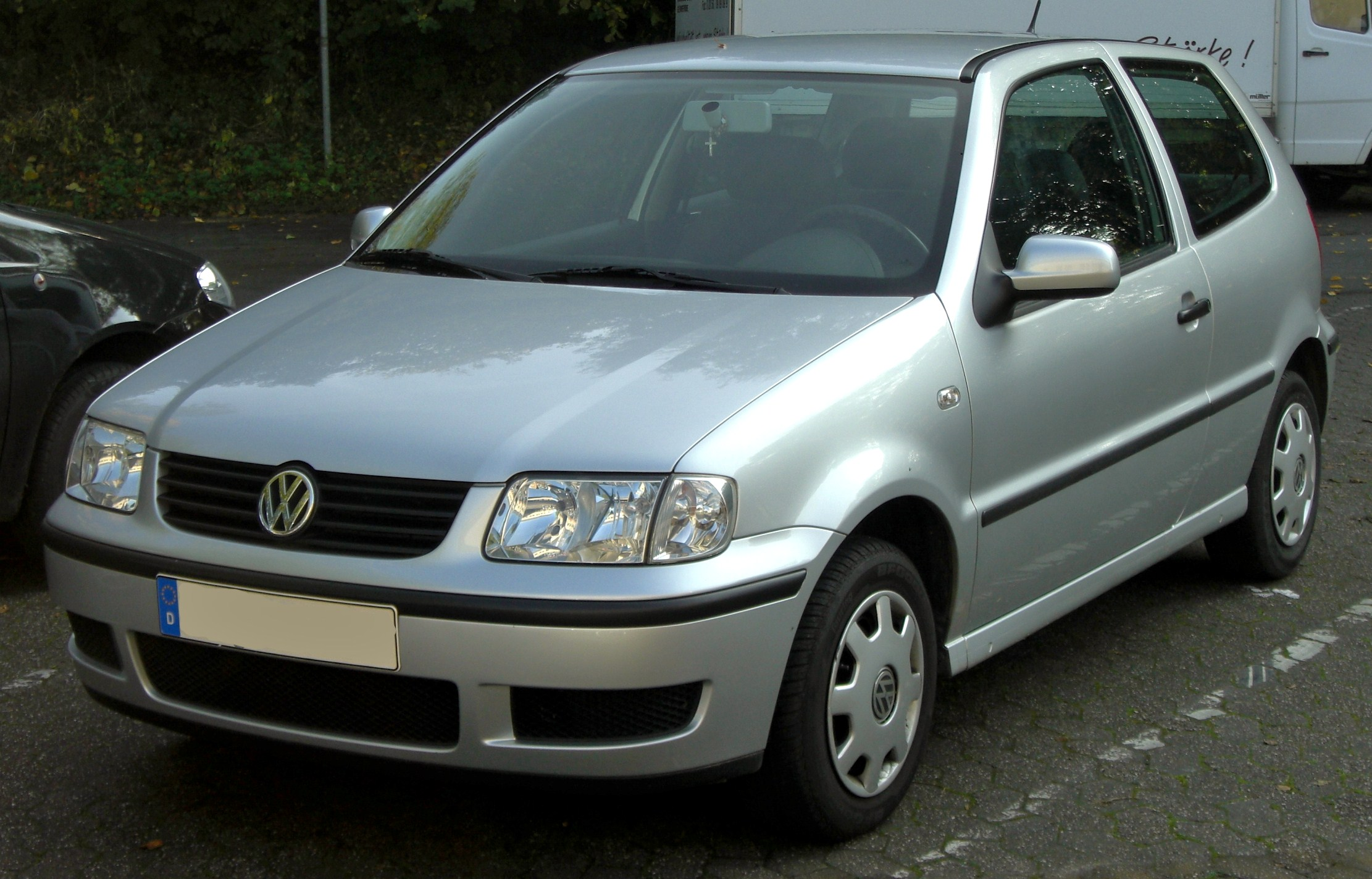
Polo III (Typ 6N2) 1999 bis 2001
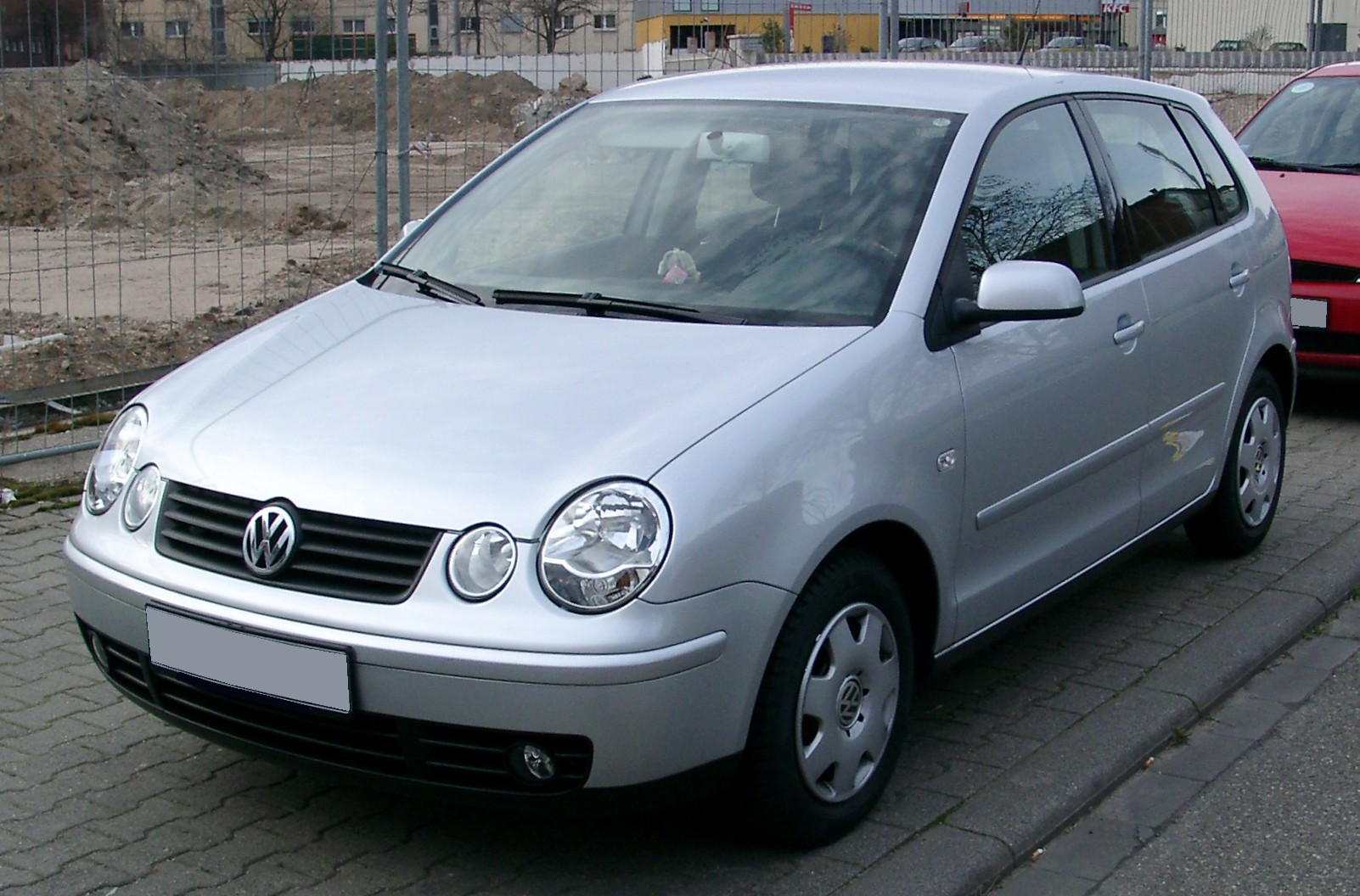
Polo IV (Typ 9N) 2001 bis 2005
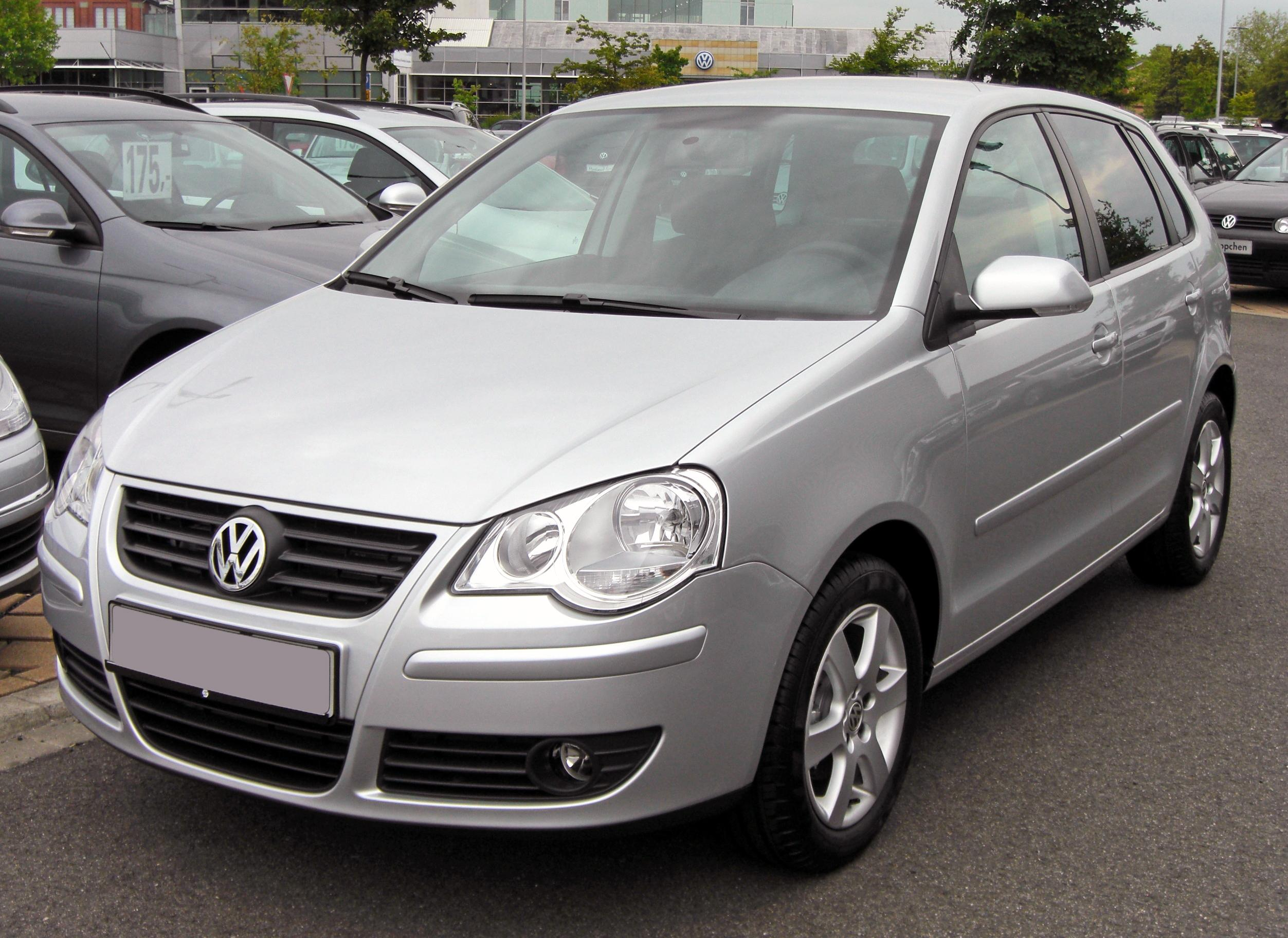
Polo IV (Typ 9N3) 2005 bis 2009
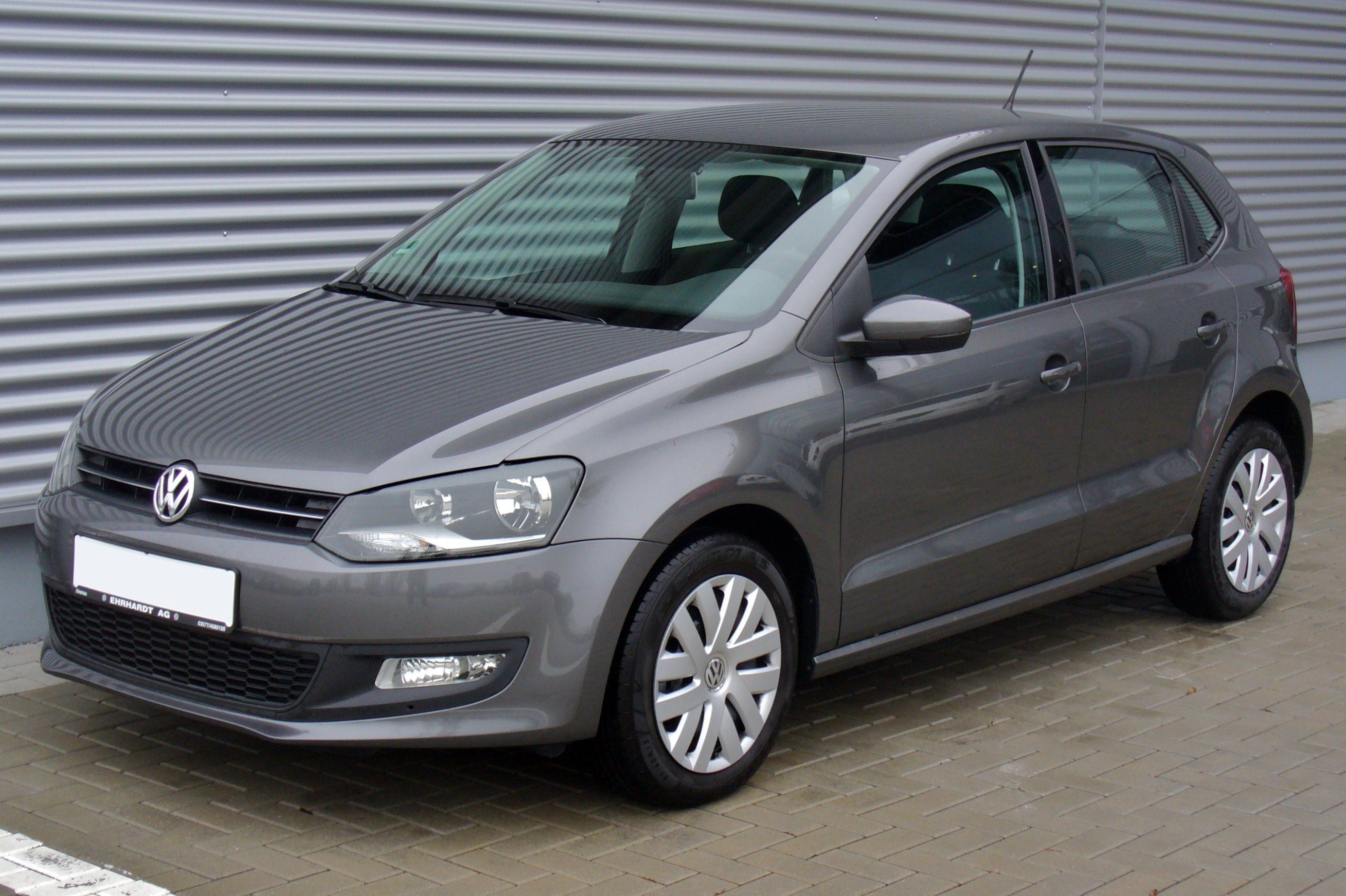
Polo V (Typ 6R) 2009 bis 2014
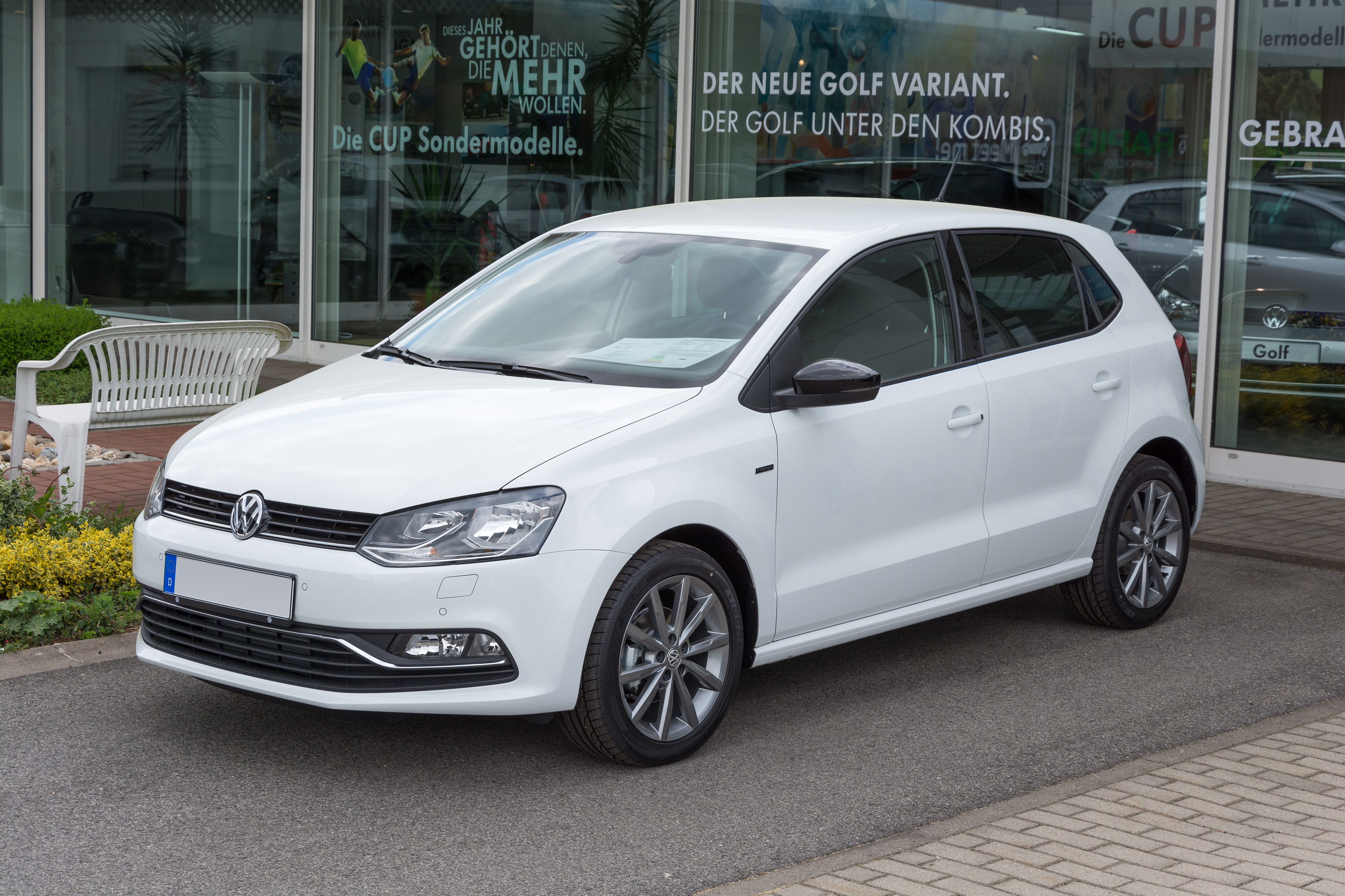
Polo V (Typ 6C) 2014 bis 2017
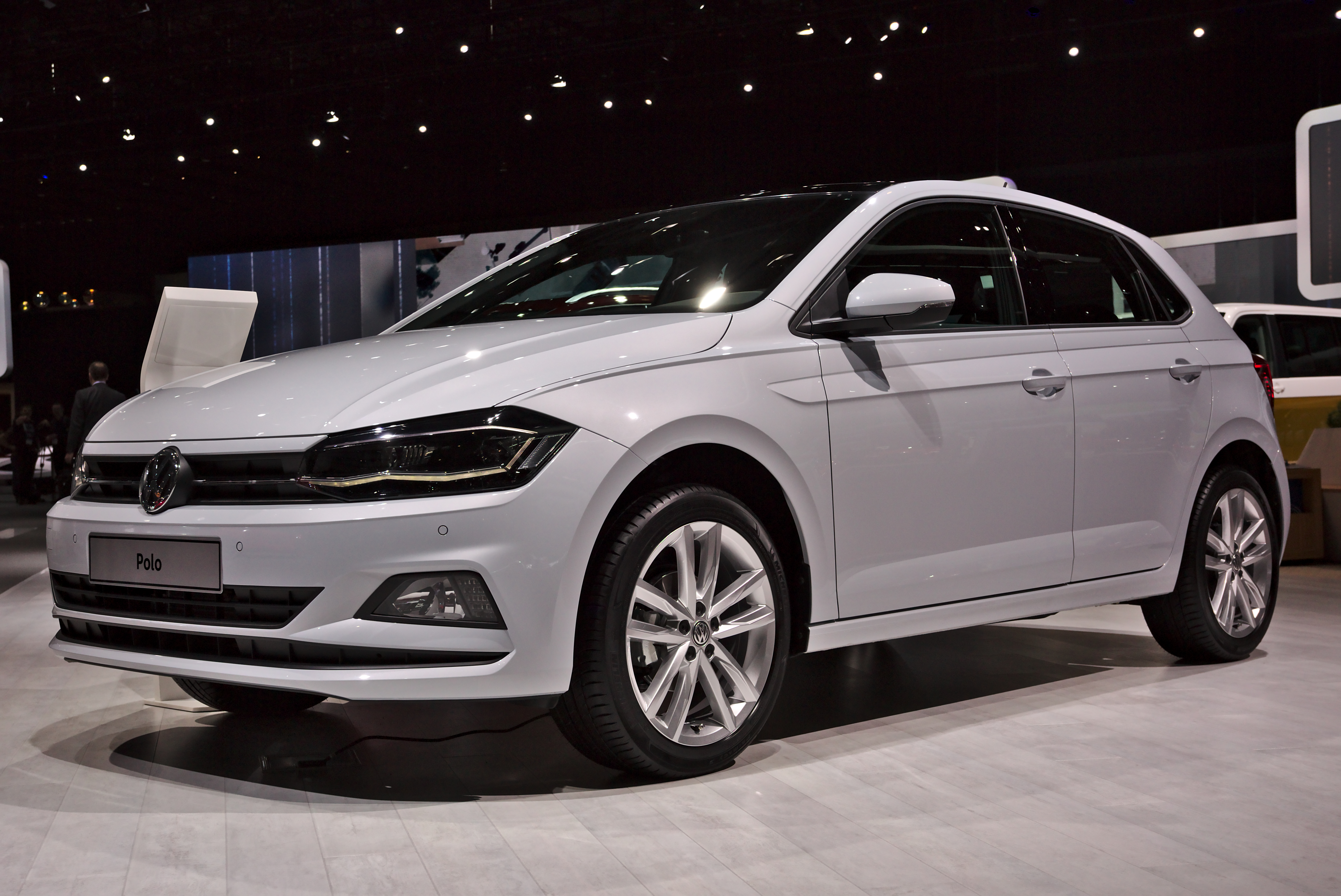
VW Polo VI (Typ AW) 2017 bis 2021
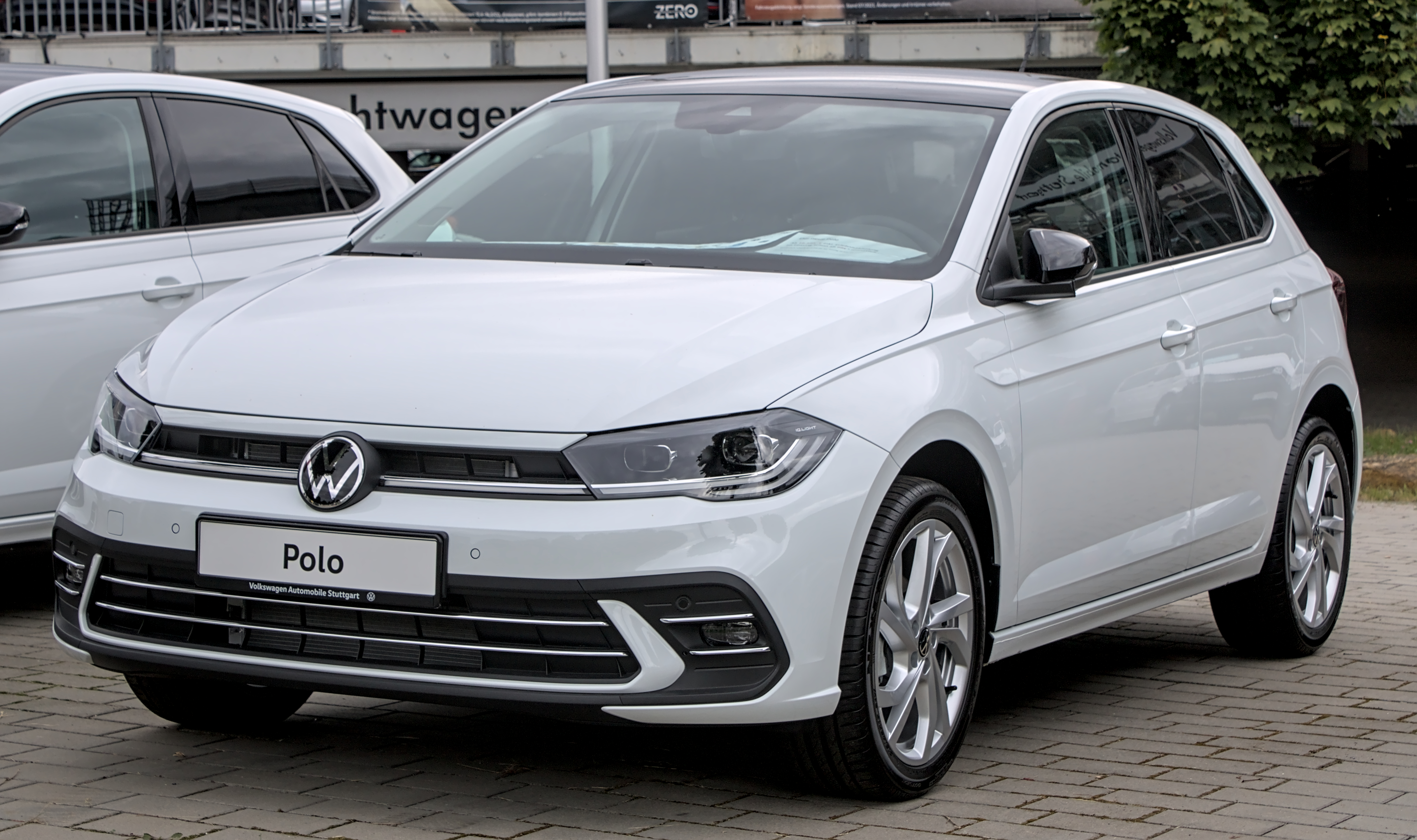
VW Polo VI seit 2021

### Vergleich der Baureihen
| Baureihe          | Länge        | Breite  | Höhe         | Radstand | Gewicht      | Bemerkung                                                                        |
| ----------------- | ------------ | ------- | ------------ | -------- | ------------ | -------------------------------------------------------------------------------- |
| Polo I (Typ 86)   | 3512 mm      | 1560 mm | 1344 mm      | 2335 mm  | 685–700 kg   |                                                                                  |
| Polo II (Typ 86c) | 3655 mm      | 1580 mm | 1355 mm      | 2335 mm  | 725–830 kg   |                                                                                  |
| Polo III (Typ 6N) | 3715 mm      | 1655 mm | 1420 mm      | 2400 mm  | 880–1106 kg  | länger, breiter, höher und schwerer als der Golf I                               |
| Polo IV (9N)      | 3897 mm      | 1650 mm | 1465 mm      | 2460 mm  | 980–1155 kg  | ohne 9N3                                                                         |
| Polo V (6R, 6C)   | 3970–3983 mm | 1682 mm | 1452–1485 mm | 2470 mm  | 1050–1269 kg |                                                                                  |
| Polo VI           | 4053 mm      | 1751 mm | 1461 mm      | 2548 mm  | 1105–1355 kg | länger als der Golf III (4020 mm), 7,4 cm mehr Radstand (Golf III: 2471–2474 mm) |